# Albrecht Reinhard Bernhardi
Albrecht Reinhard Bernhardi (* 1797 in Ottrau; † 1849) war ein deutscher Geologe. Er war Professor an der damaligen Forstakademie Dreißigacker bei Meiningen und ist der Entdecker der pleistozänen fennoskandischen Inlandvereisungen.
Im Jahr 1832 stellte er in einem Aufsatz die These auf, dass Skandinavien und das gesamte Tiefland bis zum Vorland der deutschen Mittelgebirge in der Vergangenheit unter einem „… ungeheure(n) Eismeer“ begraben waren. Grundlage dieser kühnen Vision waren die Arbeiten von Jens Esmark, der festgestellt hatte, dass die Gletscher Norwegens früher eine viel größere Ausdehnung hatten und bis zur Meeresküste reichten, und von Johann Friedrich Hausmann über die im gesamten nordmitteleuropäischen Tiefland verbreiteten und überwiegend aus Skandinavien stammenden Findlinge und Geschiebe. Ihre Herkunft aus Skandinavien war bereits viel früher bekannt. Unterstützung für seine These sah er auch in der Annahme von Franz Joseph Hugi, dass die Ausdehnung der Gletscher in den Alpen früher viel größer war.
Obwohl in einer der bedeutendsten Zeitschrift publiziert blieb die Arbeit völlig unbeachtet, auch nachdem im Jahr 1844 mit der Entdeckung der Gletscherschliffe in den Hohburger Bergen durch Carl Friedrich Naumann der Beweis für die Inlandvereisung erbracht wurde. Erst viel später wurden seine Verdienste gewürdigt, indem im Jahr 1971 die Bernhardi Heights, ein Gebirgszug im ostantarktischen Coatsland, nach ihm benannt wurden.
Siehe auch: